# Dieter Zapf
Dieter Zapf (* 13. Juli 1955) ist ein deutscher Psychologe und Professor für Arbeits- und Organisationspsychologie an der Johann Wolfgang Goethe-Universität Frankfurt am Main.

## Leben
Nach dem Abitur begann Zapf zunächst ein Studium der Evangelischen Theologie an der Augustana-Hochschule Neuendettelsau. Ein zusätzliches Studium der Psychologie schloss er 1980 mit dem Diplom an der Freien Universität Berlin ab, das Examen in Theologie absolvierte er 1983. Von 1981 bis 1987 arbeitete er an der Freien Universität Berlin, unter anderem an Forschungsprojekten zu Stress am Arbeitsplatz. 1988 promovierte er mit einer vergleichenden Arbeit zu Methoden der Selbst- und der Fremdbeobachtung in der Arbeitspsychologie. Ab 1987 untersuchte er Fehler in der Mensch-Computer-Interaktion, zunächst in einem Forschungsprojekt der Ludwig-Maximilians-Universität München, ab 1991 als wissenschaftlicher Assistent bei Michael Frese an der Justus-Liebig-Universität Gießen; in seiner Habilitationsschrift aus dem Jahr 1993 widmete er sich ebenfalls diesem Thema.
Nach einer Vertretungsprofessur in Universität Bielefeld wurde er 1994 Professor an der Universität Konstanz. 1997 übernahm er den Lehrstuhl für Arbeits- und Organisationspsychologie in Frankfurt am Main.

## Forschungsinteressen
Besondere Interessen Zapfs betreffen Mobbing und Emotionsarbeit infolge von Anforderungen an die Präsentation von Emotionen am Arbeitsplatz.